# Battement de cœur (film)
Pour les articles homonymes, voir Battement de cœur et Beating Heart.
Pour plus de détails, voir Fiche technique et Distribution.
Battement de cœur est un film français réalisé par Henri Decoin, sorti en 1940.
Il s'agit d'un remake de la comédie de téléphones blancs italienne Battements de cœur (1939) de Mario Camerini avec Assia Noris, lui même une adaptation d'un roman de Lilly Janüsse. Le film a été également adapté aux États-Unis par Sam Wood sous le titre Un cœur à prendre (1946), avec Ginger Rogers dans le rôle principal.

## Synopsis
Arlette, jeune orpheline, fugue d’une maison de correction où elle avait été injustement enfermée. Elle se retrouve seule et sans un sou dans Paris. En cherchant du travail, elle se présente chez M. Aristide, directeur d'une école qui enseigne un métier bien particulier, celui de pickpocket. Très vite, nécessité oblige, Arlette s'exerce dans la rue et s’en prend sans le savoir à un ambassadeur. L'ayant prise en flagrant délit, ce dernier emmène Arlette chez lui et lui impose un marché dont elle ne va découvrir les raisons qu'au fil des heures.
Elle doit l'accompagner dans une soirée mondaine où elle est présentée comme la nièce du  baron Dvorak, le collaborateur de l'ambassadeur. Ce dernier lui ordonne de danser avec un attaché d’ambassade, Pierre de Rougemont et de lui dérober sa montre gousset. 
Ayant subtilisé la montre, elle a la curiosité de l'ouvrir et y découvre la photo de l'épouse de l'ambassadeur. Elle devine qu'il la soupçonnait d’infidélité avec Pierre de Rougemont et retire le portrait avant de lui remettre la montre. L'absence de la photo qu'il s'attendait à trouver soulage l'ambassadeur, convaincu d'avoir soupçonné son épouse à tort.
Il n'a alors plus qu'un désir : qu'Arlette quitte le bal et oublie ce qu'elle vient d'y faire. Mais il est trop tard, Pierre de Rougemont est déjà tombé sous le charme d'Arlette et la rattrape alors qu'elle s'en allait à regret. L'amour qui nait immédiatement entre eux, sera troublé par la révélation de l'identité réelle d'Arlette.

## Fiche technique
- Titre : Battement de cœur
- Réalisation : Henri Decoin
- Assistant réalisateur : Fred Pasquali
- Scénario : Jean Villeme et Max Kolpé
- Musique : Paul Misraki
- Dialogue : Michel Duran
- Décors : Léon Barsacq et Jean Perrier
- Photographie : André Germain et Robert Lefebvre
- Photographe de plateau : Raymond Voinquel
- Son : William Robert Sivel
- Montage : René Le Hénaff
- Producteur : Gregor Rabinovitch
- Production : Ciné-Alliance
- Pays d'origine :  France
- Langue : français
- Format : Noir et blanc - son mono
- Genre : Comédie
- Durée : 97 minutes (1 h 37)
- Date de sortie : France - 1er février 1940

## Distribution
- Danielle Darrieux : Arlette
- Claude Dauphin : Pierre de Rougemont
- Jean Tissier : Roland Medeville
- André Luguet : l'ambassadeur
- Julien Carette : Yves
- Saturnin Fabre : M. Aristide
- Junie Astor : la femme de l'ambassadeur
- Charles Dechamps : le baron Dvorak
- Geneviève Morel : Marinette
- Marcelle Monthil : Mme Aristide
- Dora Doll : une secrétaire
- Sylvain Itkine : un voleur
- Pierre Feuillère : un voleur
- Jean Hébey : le gros élève
- Roland Armontel : le domestique
- Marguerite de Morlaye : la dame au bal
- Roger Blin : rôle coupé (mais crédité au générique)
- Sophie Desmarets
- Jean Joffre : le maire
- Jacques Mavel
- André Nicolle : l'inspecteur
- Robert Ozanne : l'adjoint au maire
- Jean Sylvain : le témoin de Roland

## Musique
Dans le film, Danielle Darrieux chante Une charade et Au vent léger de Paul Misraki (musique) et André Hornez (paroles).

## Accueil critique
Jacques Siclier écrit « Sorti en février 1940, ce film connut un grand succès, qui se prolongera sous l’Occupation. Le public avait besoin de divertissement. Danielle Darrieux, qui avait tenu quelques rôles dramatiques, reparaissait avec tout son charme, toute sa fantaisie et sa jeunesse (elle avait 22 ans). Les circonstances historiques jouaient en faveur du film. Mais son importance tint aussi au style de Decoin, qui avait assimilé les recettes de la comédie américaine, alors en son âge d’or : un malentendu amoureux naît d’une situation extravagante et, après pas mal de complications, se termine d’une façon heureuse. La mise en scène alerte, pétillante, inventive, interrompt tout juste son rythme, le temps pour Darrieux de chanter Une Charade, air que tout le monde allait fredonner. Le scénario rebondit constamment, les dialogues de Michel Duran fusent. Tout fait de cette comédie sentimentale un petit chef-d’œuvre, où les jeux du hasard contrarient les jeux de l’amour. »